# Muzeum Miejskie „Sztygarka” w Dąbrowie Górniczej

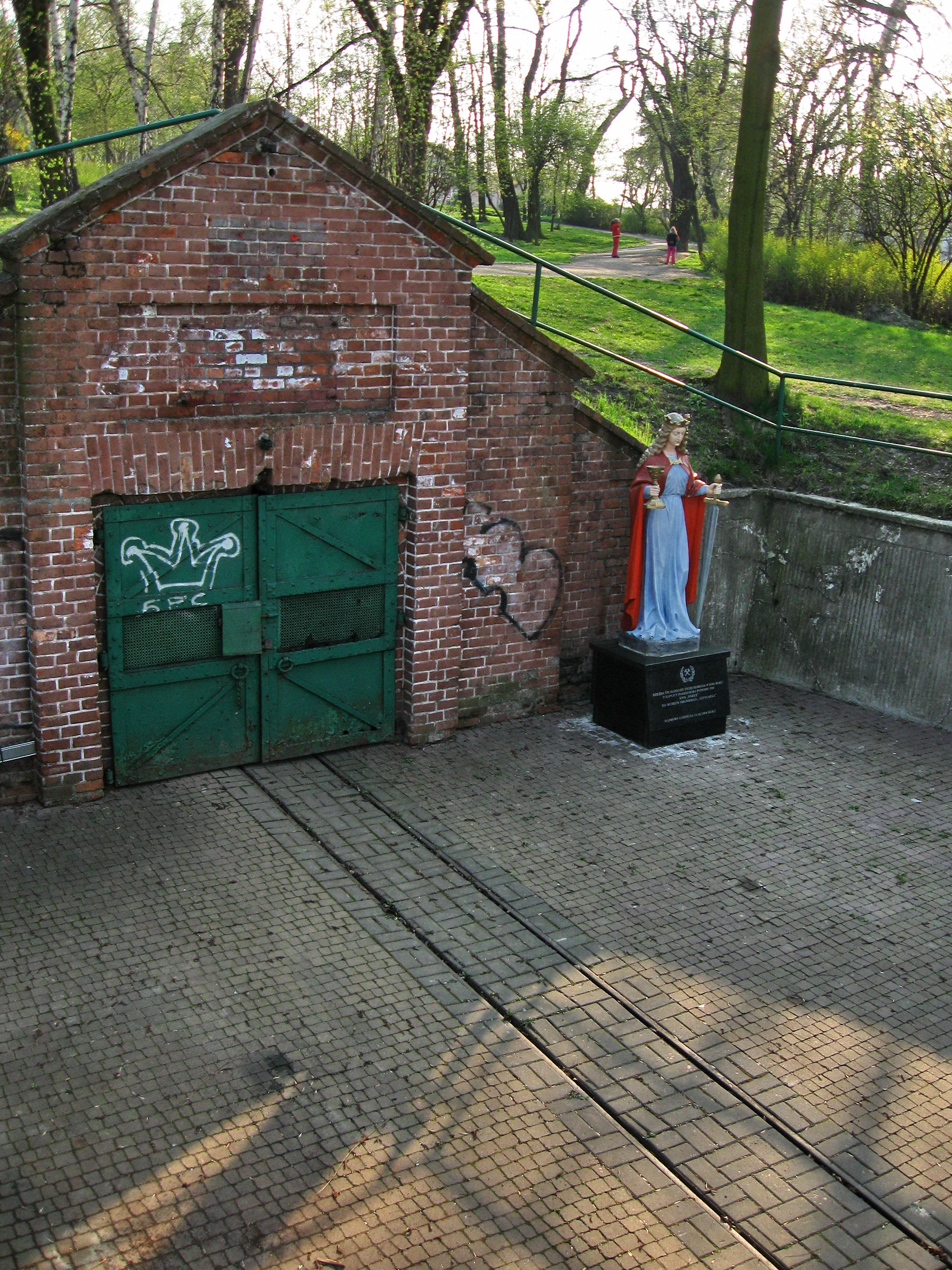
Sztolnia

Muzeum Miejskie „Sztygarka” w Dąbrowie Górniczej  jest instytucją muzealną. Udostępnia zwiedzającym ekspozycje dotyczące historii Zagłębia Dąbrowskiego, archeologii, przyrody, etnografii lokalnej i kultur pozaeuropejskich.

## Informacje ogólne
Muzeum znajduje się w Dąbrowie Górniczej na terenie byłej siedziby Zarządu
Górniczego przy ul. Legionów Polskich 69. Historia muzeum sięga 1912 roku, kiedy to założono Muzeum Geologiczne im. Zygmunta Glogera. Pierwsze eksponaty zbierali uczniowie szkoły górniczej. W czasie I wojny światowej eksponaty zostały rozkradzione i rozproszone. Po wojnie w budynku szkoły ponownie zorganizowano Muzeum Geologiczne. Przez wiele lat muzeum było placówką muzealno-dydaktyczną szkoły. Dopiero w 1997 roku otwarto muzeum miejskie o nazwie „Sztygarka”.

## Działy muzeum
- archeologia
- etnografia lokalna
- etnografia i podróże
- historia
- przyroda i geologia
- Park Militarno-Historyczny „Reduta”